# West-Nooksack-Gletscher
Der West-Nooksack-Gletscher ist ein Gletscher im North Cascades National Park im US-Bundesstaat Washington. Er liegt an den Osthängen des Mount Shuksan, unmittelbar nordöstlich eines Nebengipfels, des Nooksack Tower. Der West-Nooksack-Gletscher ist nur etwa 0,10 mi (0,16 km) breit; er kann als Überbleibsel der Vergletscherung des Berges betrachtet werden. Das Schmelzwasser des West-Nooksack-Gletschers speist den Nooksack River.